# Duque de Bedford
Os títulos nobiliárquicos Conde e Duque de Bedford (nomeados a partir de Bedford, Inglaterra) foram criados várias vezes no Pariato da Inglaterra.

## História
Foi criado pela primeira vez no século XIV, para Enguerrand VII, genro de Eduardo III. Mais tarde, o Ducado de Bedford foi criado para o terceiro filho de Henrique IV, João, que foi regente da França. Foi criado de novo em 1470, desta vez para George Neville, um sobrinho de Richard Neville, Conde de Warwick, e de novo em 1485, então para Jasper Tudor, tio de Henrique VII.
A família Russell atualmente detêm os títulos de Conde e Duque de Bedford. John Russell, um conselheiro próximo de Henrique VIII e de Eduardo VI, foi titulado Conde de Bedford em 1551, e seu descendente, William (o 5.º Conde), foi titulado Duque logo após a Revolução Gloriosa. 
Os títulos subsidiários do Duque de Bedford (todos no Pariato da Inglaterra) são Marquês de Tavistock (criado em 1694), Conde de Bedford (1550), Barão Russell, de Cheneys (1539), Barão Russell de Thornhaugh no Condado de Northampton (1603) e Barão Howland de Streatham no Condado de Surrey (1695) (e possivelmente a Baronia de Bedford, que foi incorporada ao ducado em 1138, 1366 ou 1414). O título de cortesia do filho mais velho e herdeiro do Duque de Bedford é Marquês de Tavistock.  
O sítio da família é Woburn Abbey, perto de Milton Keynes, Buckinghamshire.

## Condes de Bedford, primeira criação (1138)
- Hugo de Beaumont, 1.º Conde de Bedford, condado concedido por Estevão (confiscado em 1142).

## Condes de Bedford, segunda criação (1366)
- Enguerrand de Coucy, 1.º Conde de Bedford (1340-1397) (renunciado em 1377)

## Duques de Bedford, primeira criação (1414)
- João de Lancaster, Duque de Bedford (1389-1435)

## Duques de Bedford, segunda criação (1470)
- George Neville, Duque de Bedford (1457-1483) (confiscado em 1478)

## Duques de Bedford, terceira criação (1485)
- Jasper Tudor, 1.º Duque de Bedford (1431-1495)

## Condes de Bedford, terceira criação (1551)
- John Russell, 1.º Conde de Bedford (1485-1555)
- Francis Russell, 2.º Conde de Bedford (1527-1585)
- Edward Russell, 3.º Conde de Bedford (1572-1627)
- Francis Russell, 4.º Conde de Bedford (1593-1641)
- William Russell, 5.º Conde de Bedford (tornou-se Duque de Bedford em 1694) (1616-1700)

## Duques de Bedford, quarta criação (1694)
- William Russell, 1.º Duque de Bedford (1616–1700)
  - Francis Russell, Lord Russell (1638–1679)
  - William Russell, Lord Russell (1639-1683)
    - Wriothesley Russell, 2.º Duque de Bedford (1680–1711)
      - William Russell, Marquês de Tavistock (1703)
      - William Russell, Marquês de Tavistock (1704-c. 1707)
      - Wriothesley Russell, 3.º Duque de Bedford (1708–1732)
      - John Russell, 4.º Duque de Bedford (1710–1771)
        - John Russell, Marquês de Tavistock (1732–1732)
        - Francis Russell, Marquês de Tavistock (1739–1767)
          - Francis Russell, 5.º Duque de Bedford (1765–1802)
          - John Russell, 6.º Duque de Bedford (1766–1839)
            - Francis Russell, 7.º Duque de Bedford (1788–1861)
              - William Russell, 8.º Duque de Bedford (1809–1872)

            - George Russell (1790-1846)
              - Francis Charles Hastings Russell, 9.º Duque de Bedford (1819–1891) 
                - George William Francis Sackville Russell, 10.º Duque de Bedford (1852–1893)
                - Herbrand Arthur Russell, 11.º Duque de Bedford (1858–1940) 
                  - Hastings William Sackville Russell, 12.º Duque de Bedford (1888–1953)
                    - John Robert Russell, 13.º Duque de Bedford (1917–2002)
                      - Henry Robin Ian Russell, 14.º Duque de Bedford (1940–2003)
                        - Andrew Ian Henry Russell, 15.º Duque de Bedford (n. 1962)

### Linha de sucessão
- John Russell, 6º Duque de Bedford (1766–1839)
  -  Francis Russell, 7.º Duque de Bedford (1788–1861)
    -  William Russell, 8.º Duque de Bedford (1809–1872)

  - Lord George William Russell (1790–1846)
    -  (Francis) Hastings Russell, 9º Duque de Bedford (1819–1891)
      -  George William Francis Sackville Russell, 10.º Duque de Bedford (1852–1893)
      -  Herbrand Russell, 11º Duque de Bedford (1858–1940)
        -  Hastings Russell, 12º Duque de Bedford (1888–1953)
          -  Ian Russell, 13º Duque de Bedford (1917–2002)
            -  Robin Russell, 14º Duque de Bedford (1940–2003)
              -  Andrew Russell, 15º Duque de Bedford (born 1962)
                - (1). Henry Robin Charles Russell, Marquess of Tavistock (born 2005)

              - (2). Lord Robin Loel Hastings Russell (born 1963)
              - (3). Lord James Edward Herbrand Russell (born 1975)
                - (4). Alexander Charles Robin Russell (born 2010)
                - (5). Leo William Caspar Russell (born 2013)

            - (6). Lord Rudolf Russell (born 1944)
            - (7). Lord Francis Hastings Russell (born 1950)
              - (8). John Francis Russell (born 1997)
              - (9). Harry Evelyn Terence Russell (born 1999)

          - Lord Hugh Hastings Russell (1923–2005)
            - questão masculina na fila

    - Lord Arthur John Edward Russell (1825–1892)
      - Harold John Hastings Russell (1868–1926)
        - Anthony Arthur Russell (1904–1978)
          - questão masculina na fila

      - Gilbert Byng Alwyne Russell (1875–1942)
        - Martin Basil Paul Russell (1918–2003)
          - questão masculina na fila

    -  Odo Russell, 1º Barão Ampthil (1829–1884)
      - Barons Ampthill

  -  John Russell, 1º conde Russell (1792–1878)
    - Earls Russell

  - Lord Charles James Fox Russell (1807–1894)
    - Henry Charles Russell (1842–1922)
      - Sir Thomas Wentworth Russell (1879–1954)
        - Sir John Wriothesley Russell (1914–1984)
          - questão masculina na fila

O herdeiro-aparente é Henry Robin Charles Russell, Marquês de Tavistock (n. 2005).
1. ↑  Morris, Susan; Bosberry-Scott, Wendy; Belfield, Gervase, eds. (2019). «Bedford, Duke of». Debrett's Peerage and Baronetage. 1 150th ed. London: Debrett's Ltd. pp. 511–515. ISBN 978-1-999767-0-5-1